# Semjén (település)
Semjén község Borsod-Abaúj-Zemplén vármegyében, a Cigándi járásban.

## Fekvése
A Bodrogköz magyarországi részének északi szélén fekszik, közvetlenül a magyar-szlovák határ mellett. A szomszédos települések: kelet felől Lácacséke, dél felől Ricse, nyugat felől pedig Kisrozvágy; a határ túloldalán a legközelebbi helység a szlovákiai Kisgéres (Malý Horeš).

### Megközelítése
Csak közúton érhető el, Pácin és Zemplénagárd felől a 3807-es, Ricse felől pedig a 3808-as úton.

## Története
Már az Árpád korban lakott hely volt. A falu a leleszi konvent ősi birtoka volt, aki azt még Boleszló váci püspöktől kapta. Neve 1280-ban tűnt fel először egy Roland nádor fiai és Bokcsa Simon várispán fiai közötti cserelevélben.
1609-ben a Daróczy család és Nyáry István birtoka volt. 1779-ben Károlyi Antal-nak is volt itt részbirtoka.
A 20. század elején a premontreiek voltak nagyobb birtokosai, ekkor Zemplén vármegye Bodrogközi járásához tartozott.
1910-ben 709 lakosából 708 magyar volt. Ebből 19 római katolikus, 647 református, 31 izraelita volt.
Az 1900-as évek elején Borovszky feljegyezte a település érdekesnek tartott helyneveit is, melyek a következők voltak: Nagy-Balázs homok, Elekes homok, Bencze homok, Vitéz ere, Ördöngős és Török-lóra.

## Közélete

### Polgármesterei
- 1990–1994: Sz. Tóth István (független)[3]
- 1994–1998: Deákné Bányász Éva (független)[4]
- 1998–2002: Pávai István (független)[5]
- 2002–2005: Pávai István (független)[6]
- 2005–2006: Pávai István (független)[7]
- 2006–2007: Pávai István (független)[8]
- 2008–2010: Setét Béla (független)[9]
- 2010–2014: Setét Béla (független)[10]
- 2014–2019: Setét Béla (független)[11]
- 2019–2024: Setét Béla (független)[12]
- 2024– : Setét Béla (független)[1]

A településen 2005. július 10-én időközi polgármester-választást kellett tartani, mert az előző faluvezetőnek – még tisztázást igénylő okból – megszűnt a polgármesteri tisztsége. Ennek ellenére a választáson ő is elindult, és meg is nyerte azt.
A következő önkormányzati ciklusban, 2008. február 3-án újabb időközi polgármester-választást (és képviselő-testületi választást) tartottak Semjénben, ezúttal az addigi képviselő-testület önfeloszlatása okán. A választáson a hivatalban lévő polgármester is elindult, de 15,33 %-os eredményével, három jelölt közül csak az utolsó helyet érte el.

## Népesség
A település népességének változása:
| Lakosok száma | 455  | 468  | 493  | 514  | 472  | 499  | 508  |
|               | 2013 | 2014 | 2015 | 2021 | 2022 | 2023 | 2024 |

2001-ben a település lakosságának 78%-a magyar, 21%-a cigány és 1%-a ukrán nemzetiségűnek vallotta magát.
A 2011-es népszámlálás során a lakosok 97,8%-a magyarnak, 34,8% cigánynak, 0,4% ukránnak mondta magát (2,2% nem nyilatkozott; a kettős identitások miatt a végösszeg nagyobb lehet 100%-nál). A vallási megoszlás a következő volt: római katolikus 8,9%, református 72,3%, görögkatolikus 1,1%, felekezeten kívüli 4,2% (8,4% nem válaszolt).
2022-ben a lakosság 89,2%-a vallotta magát magyarnak, 19,5% cigánynak, 1,9% ukránnak, 0,2% szlováknak, 0,2% németnek (10,2% nem nyilatkozott; a kettős identitások miatt a végösszeg nagyobb lehet 100%-nál). Vallásuk szerint 3,4% volt római katolikus, 45,3% református, 4% görög katolikus, 5,1% egyéb keresztény, 11,7% felekezeten kívüli (30,5% nem válaszolt).

## Nevezetességei
- Református temploma - 1839-ben épült.